# Плесьна (гмина)
Гмина Плесьна (пол. Gmina Pleśna) — сельская гмина (волость) в Польше, входит как административная единица в Тарнувский повет, Малопольское воеводство. Население — 11 938 человек (на 2013 год). 

## Административный центр
Функцию административного центра гмины исполняет село Плесьна.

## Сельские округа
1. Домбрувка-Щепановска
2. Яновице
3. Лихвин
4. Любинка
5. Ловчувек
6. Плесьна
7. Жухова
8. Рыхвалд
9. Щепановице
10. Свебодзин
11. Вознична

## Демография
| Перепись  | Всего   | Всего | Женщины | Женщины | Мужчины | Мужчины |
| --------- | ------- | ----- | ------- | ------- | ------- | ------- |
| Единицы   | человек | %     | человек | %       | человек | %       |
| Население | 11 938  | 100   | 5963    | 49,95   | 5975    | 50,05   |

## Транспорт
В гмине активная железнодорожная станция Ловчувек-Плесьна (в селе Плесьна) и остановочный пункт железной дороги (платформа) Клокова (в селе Свебодзин).

## Соседние гмины
1. Гмина Громник
2. Гмина Тарнув
3. Гмина Тухув
4. Гмина Войнич
5. Гмина Закличин